# 托特冰原島峰
73°33′S 64°45′W / 73.550°S 64.750°W
托特冰原島峰（英語：Toth Nunataks），是南極洲的冰原島峰，位於帕爾默地，處於科曼山西北面31公里，美國地質調查局根據測量和該國海軍的空中照片繪入地圖，現時由南極條約體系管理。